# مشعل حسین
مشعل حسین (انگلیسی: Mishal Husain، اردو: مشعل حسین؛ زادهٔ ۱۱ فوریهٔ ۱۹۷۳ در نورث‌همپتون) گوینده اخبار در تلویزیون بی‌بی‌سی و رادیو بی‌بی‌سی، و روزنامه‌نگار اهل بریتانیا است.
او به عنوان مجری در بسیاری از برنامه‌های شبکه بی‌بی‌سی از جمله هاردتاک، بی‌بی‌سی برکفست و بی‌بی‌سی ورلد نیوز حضور داشته‌است.